# WITH (中島美嘉のアルバム)
『WITH』(ウィズ)は中島美嘉の
デビュー20周年記念企画アルバム。

## 解説
ベスト・アルバムとしては2019年に発売された『雪の華15周年記念ベスト盤「BIBLE」』より約1年10ヶ月ぶりとなる。
本作は中島のデビュー20周年を記念して制作されたものであり、過去20年間に発表されたシングル、アルバムの楽曲のうち、他のアーティスト等のコラボレーション楽曲や、楽曲提供または、プロデュースを受けて制作された楽曲が選曲され、最新作のシングルから発表された順番を遡るようにして収録されている。

## 収録曲
1. 真冬のハーモニー
作詞・作曲：藤巻亮太 /編曲：宗本康兵
配信限定シングル、アルバム初収録
中島美嘉 with 藤巻亮太名義
2. イノサン Rouge
作詞：坂本眞一 / 作曲・編曲：MIYAVI,Lenard Skolnik, Seann Bowe
45thシングル、アルバム初収録
Marie starring MIKA NAKASHIMA名義
ミュージカル『イノサンmusical』主題歌
3. KISS OF DEATH (Produced by HYDE)
作詞・作曲：HYDE / 編曲：HYDE、Carlos K.
44thシングル
テレビアニメ『ダーリン・イン・ザ・フランキス』オープニング・テーマ
4. Happy life
作詞：安藤裕子,小林武史 / 作曲：小林武史 / 編曲：小林武史
中島美嘉×Salyu名義
配信限定シングルおよび、43rdシングル『A or B』のカップリング
東京メトロCM「Find my Tokyo.」「浦安_もう1つのテーマパーク」篇CMソング
5. 花束
作詞・作曲：玉置浩二 / 編曲：トオミヨウ
40thシングル
フジテレビ系連続ドラマ『オトナ女子』主題歌
6. 愛の歌
作詞・作曲：前川真悟 / 編曲：河野伸
40thシングル『花束』のカップリング
TBS系金曜ドラマ『表参道高校合唱部!』劇中歌及び挿入歌
7. Fighter
作詞：加藤ミリヤ・中島美嘉 / 作曲：加藤ミリヤ / 編曲：Tachytelic aka ☆Taku Takahashi and Mitsunori Ikeda (Tachytelic(R)Inc.)
39thシングル
中島美嘉×加藤ミリヤ名義
8. 僕が死のうと思ったのは
作詞・作曲：秋田ひろむ、編曲：出羽良彰
38thシングル
9. 愛詞（あいことば）
作詞・作曲：中島みゆき / 編曲：瀬尾一三
37thシングル
テレビアニメ『宇宙戦艦ヤマト2199』エンディングテーマ
10. 声
作詞・作曲：柴田淳　/ 編曲：羽毛田丈史
5thアルバム『VOICE』収録曲
11. I DON'T KNOW
作詞：中島美嘉、Lori Fine / 作曲：Lori Fine / 編曲：COLDFEET
26thシングル
MICA 3 CHU名義
カネボウ化粧品「KATE」CFソング
12. 素直なまま
作詞・作曲：RYOJI　編曲：YANAGIMAN
22ndシングル
NTTドコモ「春のキャンペーン『桜の約束』篇」CMソング
13. 一色
作詞：矢沢あい / 作曲：TAKURO / 編曲：TAKURO、佐久間正英
20thシングル
NANA starring MIKA NAKASHIMA名義
東宝配給映画『NANA2』主題歌
14. GLAMOROUS SKY
作詞：AI YAZAWA / 作曲：HYDE / 編曲：HYDE・KAZ
16thシングル
NANA starring MIKA NAKASHIMA名義
東宝配給映画『NANA -ナナ-』主題歌
15. Love Addict
作詞：中島美嘉 / 作曲・編曲：大沢伸一
7thシングル
カネボウ化粧品「KATE」CMソング
16. DESTINY'S LOTUS
作詞：中島美嘉 / ラップ作詞：大蔵 / 作曲：Gajin / 編曲：テイ$トウワ
2ndシングル『CRESCENT MOON』のカップリング
EXILE ATSUSHIがコーラスとして参加している。